# Chalkos

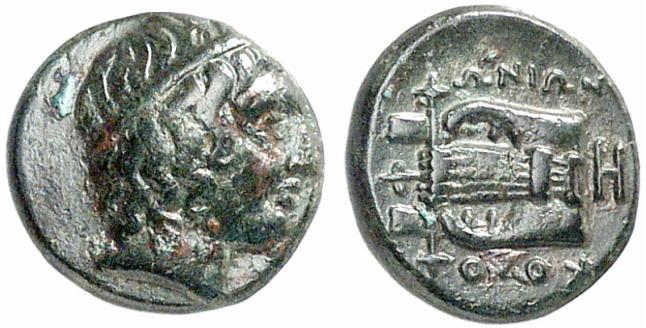
Chalkos aus der Stadt Kolophon

Chalkos oder Chalkus (altgriechisch χαλκός chalkós „Kupfer“, lateinisch chalcus) ist die Bezeichnung für eine Münze im antiken Griechenland. Es handelte sich um eine Münze aus Kupfer im Wert von 1/8 Obolus oder 1/48 Drachmon. Als griechisches Gewichtsmaß entsprach er ebenfalls 1/48 Drachme, das heißt etwa 125 mg.
Auch im Römischen Reich war chalcus ein Gewichtsmaß und entsprach 71 mg, da die römische Drachme nur 25/32 so schwer war wie die griechische.